# Grècia sobre les ruïnes de Mesolongi
Grècia sobre les ruïnes de Mesolongi (en francès, La Grèce sur les ruines de Mesolongi) és una obra del pintor romàntic francès Eugène Delacroix. El quadre va servir d'inspiració al mateix Delacroix per a la seva posterior al·legoria La llibertat guiant el poble. Actualment, es troba al Museu de Belles Arts de Bordeus.

## Motivació i tema
Com altres pintures de Delacroix (per exemple, La llibertat guiant el poble, on el símbol és també una dona), es tracta d'una al·legoria inspirada en un succés d'actualitat. En aquest cas, es tracta de l'assetjament de la vil·la portuària de Mesolongi (Grècia) per part dels turcs el 1826. Una part de la població preferí morir, fent saltar l'arsenal, abans que caure en mans dels turcs. El quadre vol retre homenatge als 4.000 resistents grecs.

## Descripció
L'estructura del quadre és triangular, de costats els braços de la dona i base horitzontal.
El quadre representa una figura femenina central vestida amb el vestit grec tradicional, agenollada sobre unes runes inestables, de les quals surt el braç d'un mort. El vestit està molt escotat i l'actitud no és completament de derrota sinó de voluntat de sobreviure. Representa simbòlicament el poble grec sencer.
En segon pla, a la dreta, un soldat turc -en realitat negre, vestit de manera oriental i amb turbant- representa l'opressor que es mira el seu nou territori conquerit.

## Estil
La llum és irreal i cau sobre la dona protagonista. Els colors són pastels i negres, amb contrastos de llum grans, però amb taques de colors primaris, vermell, blau, groc i blanc. Això, amb l'estructura triangular, la base inestable sobre runes i morts i l'al·legoria femenina, són característiques presents també en La llibertat guiant el poble del mateix autor.
Delacroix fa un canvi en la utilització de la llum, transformant-la en real, en el quadre Les dones d'Alger.